# Bajka Pál
Bajka Pál (Tápiószele-Halesz puszta (ma Tápiószőlős), 1920. november 28. – 2010. április 16.) magyar színész.

## Életpályája
1941-ben végzett Rózsahegyi Kálmán színiiskolájában. Kőszegi Géza kispesti társulatánál kezdte pályáját. 1942–1944 között, valamint 1948–1950 között a Pécsi Nemzeti Színház tagja volt. 1946–1948 között a Szakszervezeti Filmszakiskolában tanult, Somló István növendékeként. 1952-ben Győrben a Dunántúli Népszínház tagja lett. 1952–1954 között és 1980-tól a Vígszínházban volt látható. 1954–1958 között az Ifjúsági Színház tagja volt. 1958–1964 között szabadfoglalkozású színművészként dolgozott. 1964–1979 között a Győri Nemzeti Színház tagja volt. 1979-ben nyugdíjba vonult, de később is foglalkoztatták.
Sírja a Farkasréti temetőben található (25-7-45).

## Színházi szerepeiből
- Arthur Miller: Közjáték Vichyben... Őrnagy
- Móricz Zsigmond: Úri muri... Csörgheő Csuli
- Jaroslav Hašek: Švejk, a derék katona... Švejk
- Makszim Gorkij: Kispolgárok... Tyetyerev
- Anton Pavlovics Csehov: Platnov... Jakov
- Nyikolaj Vasziljevics Gogol: Egy őrült naplója... Popriscsin
- Fjodor Mihajlovics Dosztojevszkij: Ördögök... Alekszej Jegorovics
- Robert Bolt: Kinek se nap, se szél... Az egyszerű ember
- T. S. Eliot: Gyilkosság a katedrálisban... Öreg pap
- Szakonyi Károly: Adáshiba... Bódog

## Filmjei
| - Felszabadult föld (1950) - Vihar (1951) - A harangok Rómába mentek (1958) - Négyen az árban (1961) - Angyalok földje (1961) – Egyleti tag IV. - Tűzgömbök (1975) - Kísértet Lublón (1976) - Ideiglenes paradicsom (1981) - Akarsz-e játszani? (2001, kísérleti film) - Jágók (2001; rövidfilm) | - A tanítvány (1977) - Az utolsó táltos (1992) – Gunyhós - A bűvös szék (2003) - Szeret, nem szeret (2003) - Rögtön jövök (2005) | - Mikrobi II. (1975) (hang) - Lúdas Matyi (1976) – Medvepásztor (hang) - Pityke (1979) – További szereplők (hang) - Pom Pom meséi II. (1981) – További szereplők (hang) - Kérem a következőt! III. (1983) – További szereplők (hang) |

## Szinkronszerepei

### Filmek
| Év   | Cím                                            | Szereplő           | Színész              | Szinkron év |
| ---- | ---------------------------------------------- | ------------------ | -------------------- | ----------- |
| 1953 | Egymillió fontos bankjegy (2. magyar szinkron) | N/A                | N/A                  | 1988        |
| 1965 | A fehér asszony (2. magyar szinkron)           | Pupenec, a gondnok | Vlastimil Brodský    | 1983        |
| 1968 | Shalako (1. magyar szinkron)                   | N/A                | N/A                  | 1979        |
| 1972 | Egy régi világ képei                           | N/A                | N/A                  | 1991        |
| 1974 | Run Run Joe                                    | N/A                | N/A                  | 1991        |
| 1977 | Talán jövőre                                   | Hovorka            | Frantisek Filipovský | 1981        |
| 1978 | A facipő fája                                  | N/A                | N/A                  | 1995        |
| 1983 | Pygmalion                                      | N/A                | N/A                  | 1987        |
| 1990 | Szörnyecskék 2. – Az új falka                  | Mozigépész         | Kenneth Tobey        | 1990        |
| 1999 | A lápvidék gyermekei                           | N/A                | N/A                  | 2000        |

### Sorozatok
| Év   | Cím                                    | Szereplő | Színész      | Szinkron év |
| ---- | -------------------------------------- | --- | ------------ | ----------- |
| 1982 | Tom, Dick és Harriet                   | Lelkész | Noel Coleman | 1991        |
| 1982 | Tom, Dick és Harriet                   | N/A | N/A          | 1991        |
| 1983 | 80 nap alatt a Föld körül Willy Foggal | Szalmakalap árus (hang)Majom rendőr, aki bejelenti a Kalkutta-i rendőrfőnöknek (hang)Vitorlás szánkó-tulajdonos (hang) | N/A          | 1986        |